# René Toft Hansen
René Toft Hansen (Rybjerg, 1 de novembro de 1984) é um handebolista profissional dinamarquês, campeão olímpico.

## Carreira
René Toft Hansen fez parte do elenco medalha de ouro na Rio 2016.